# Aloe guillaumetii
Aloe guillaumetii är en grästrädsväxtart som beskrevs av Georges Cremers. Aloe guillaumetii ingår i släktet Aloe och familjen grästrädsväxter.
Artens utbredningsområde är Madagaskar. Inga underarter finns listade i Catalogue of Life.